# ダブリンの戦い
ダブリンの戦い（ダブリンのたたかい、アイルランド語:Cath Átha Cliath、英語: Battle of Dublin）は、1922年6月28日から7月5日の1週間にかけて生じた、アイルランドの首都ダブリンにおける市街戦である。アイルランド内戦（1922年 - 1923年）の始まりとされる。
市街戦は、英愛条約に反対するアイルランド共和軍（IRA）の強硬派が、占拠したフォー・コーツ（アイルランド最高法廷）建物内に立ち上げたアイルランド自由国暫定政府による襲撃によって始まり、暫定政府の敗北によって終結した。

## フォー・コーツの襲撃

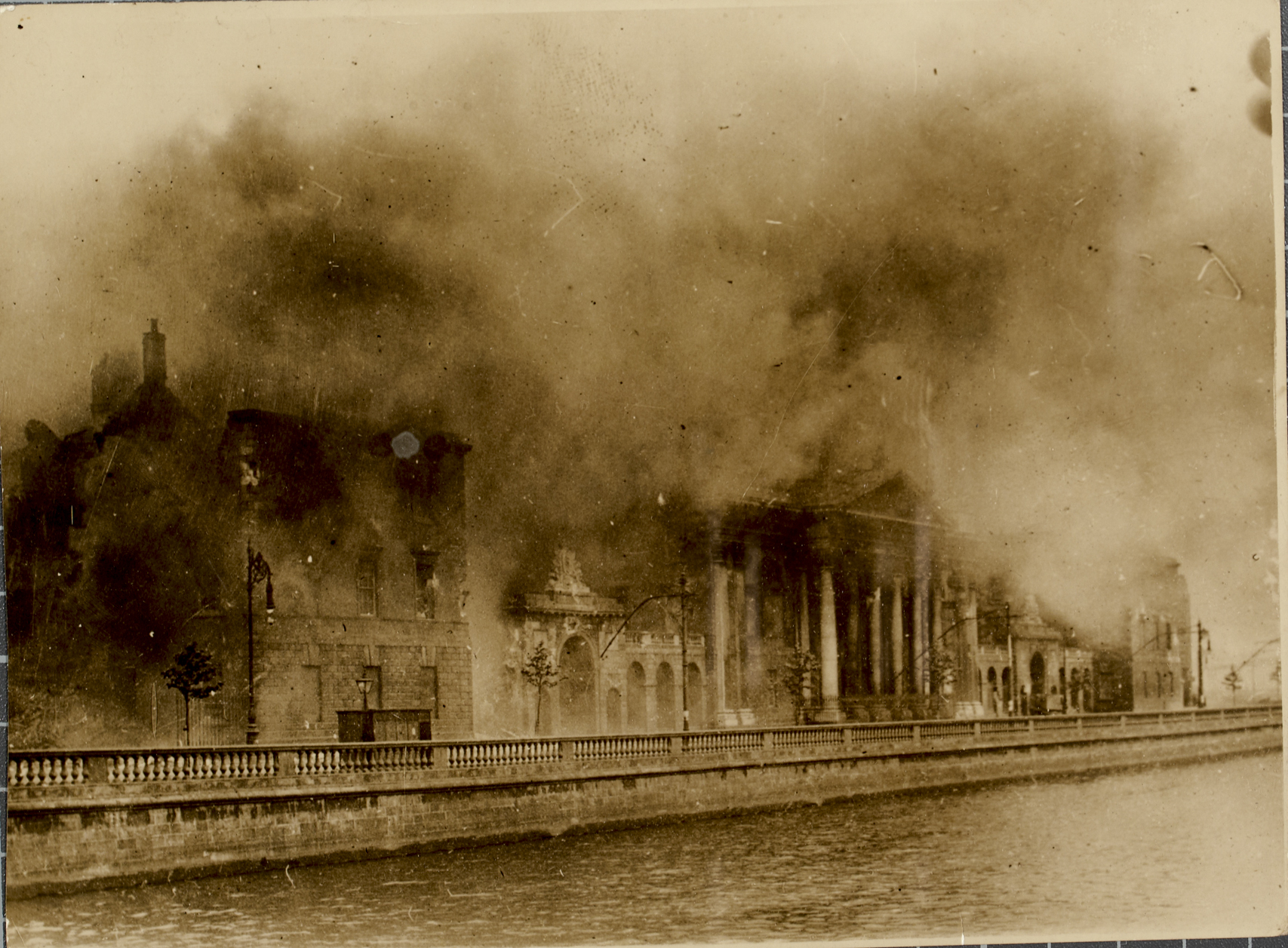
炎上するフォー・コーツ

1922年4月14日、ローリー・オコナーが英愛条約に反対した約200名のアイルランド共和軍兵士を引き連れて、ダブリンにあるフォー・コーツ（アイルランド最高法廷）を占拠したことが、アイルランド内戦の直接の原因となった。 彼らは、イギリスとの軍事的な対立のきっかけを作り、英愛条約を取り下げさせること、さらにアイルランド外部の共通する敵としてイギリスを見出し、アイルランド共和国の独立という共通の旗印を掲げることで、当時IRA内部にあった2つの派閥を統合することを目指していた。
しかし、国として持続的に発展しうるための自治を求める者たちは、占拠の原因はイギリスにはなく、首謀者たちによって引き起こされた反乱にすぎないと見なした。暫定政府は、1922年6月22日のロンドンにおけるヘンリー・ウィルソン卿（Henry Hughes Wilson）の暗殺を後押したフォー・コーツ軍に対抗するイギリスの圧力を受けた。そして、アイルランド自治領の総督J.J. オコンネルがフォー・コーツ軍によって逮捕されると、政府も彼らに反対する立場をとった。